# 牛久市立牛久第一中学校
牛久市立牛久第一中学校（うしくしりつうしくだいいちちゅうがっこう）は、茨城県牛久市にある公立中学校

## 沿革
- 1962年（昭和37年）4月1日 - 牛久町立牛久中学校と岡田中学校を統合して、現在地で開校
- 1967年（昭和42年）4月20日 - 校歌制定（作詞：与田準一、作曲：細谷一郎）
- 1979年（昭和54年）4月1日 - 牛久第三中学校を分離。
- 1982年（昭和57年）4月1日 - 下根中学校を分離。
- 1985年（昭和60年）4月1日 - 牛久南中学校を分離。
- 1986年（昭和61年）6月1日 - 市制施行にともない、現校名に変更。
- 1993年（平成5年）3月10日 - 幡谷教育振興財団賞を受賞
- 2002年（平成14年）8月31日 - 教科特別教室型新校舎完成
- 2002年（平成14年）9月1日 - 新校舎での授業開始
- 2015年（平成27年）10月12日 - 合唱団がNHK全国学校音楽コンクールに出場し優良賞を受賞
- 2017年(平成29年) 2月 - 第4回いばらきっ子郷土検定優勝(初)
- 2024年(令和6年) 2月3日 - 第11回いばらきっ子郷土検定優勝(2回目は県内初)

## 行事
4月　入学式　創立記念日
5月　生徒総会　修学旅行(3年生)
10月　友達集会　体育祭
11月　合唱コンクール
2月　スキー宿泊学習(1年生)

## 部活動
- サッカー
- 陸上競技
- テニス(男女別)
- バレー(女子のみ)
- バスケ(男女別)
- 卓球(男女別)
- 体操
- 剣道
- 柔道
- 吹奏楽
- 科学
- 美術

## 生徒数
令和5年度　384名(1年生104名、2年生147名、3年生133名、特支21名)
かつては1000名を超える大規模校であったが、学校分離、少子高齢化により、生徒数は年々減少している。

## 進学前小学校
- 牛久市立岡田小学校
- 牛久市立神谷小学校（一部）

## 卒業生
- 根本洋治（牛久市長）
- 庭田清美（トライアスロン選手）
- 上原和人（元バスケットボール選手）
- 能町みね子(エッセイスト、漫画家)
- 細谷真大 (サッカー選手)
- 神谷浩史（声優）
- 代永翼（声優）

## 学校周辺
- 牛久市市役所
- 牛久市立中央図書館
- 牛久消防署
- 牛久市立中央生涯学習センター
- 東洋大学附属牛久中学校・高等学校

## アクセス
- 東日本旅客鉄道（JR東日本）常磐線 牛久駅から東へ約1km